# Września
Pour les articles homonymes, voir Września (homonymie).
Września (prononciation : [ˈvʐɛɕɲa] ; en allemand : Wreschen) est une ville de la voïvodie de Grande-Pologne, en Pologne. Elle est le siège administratif (chef-lieu) de la gmina de Września et du powiat de Września.

## Géographie

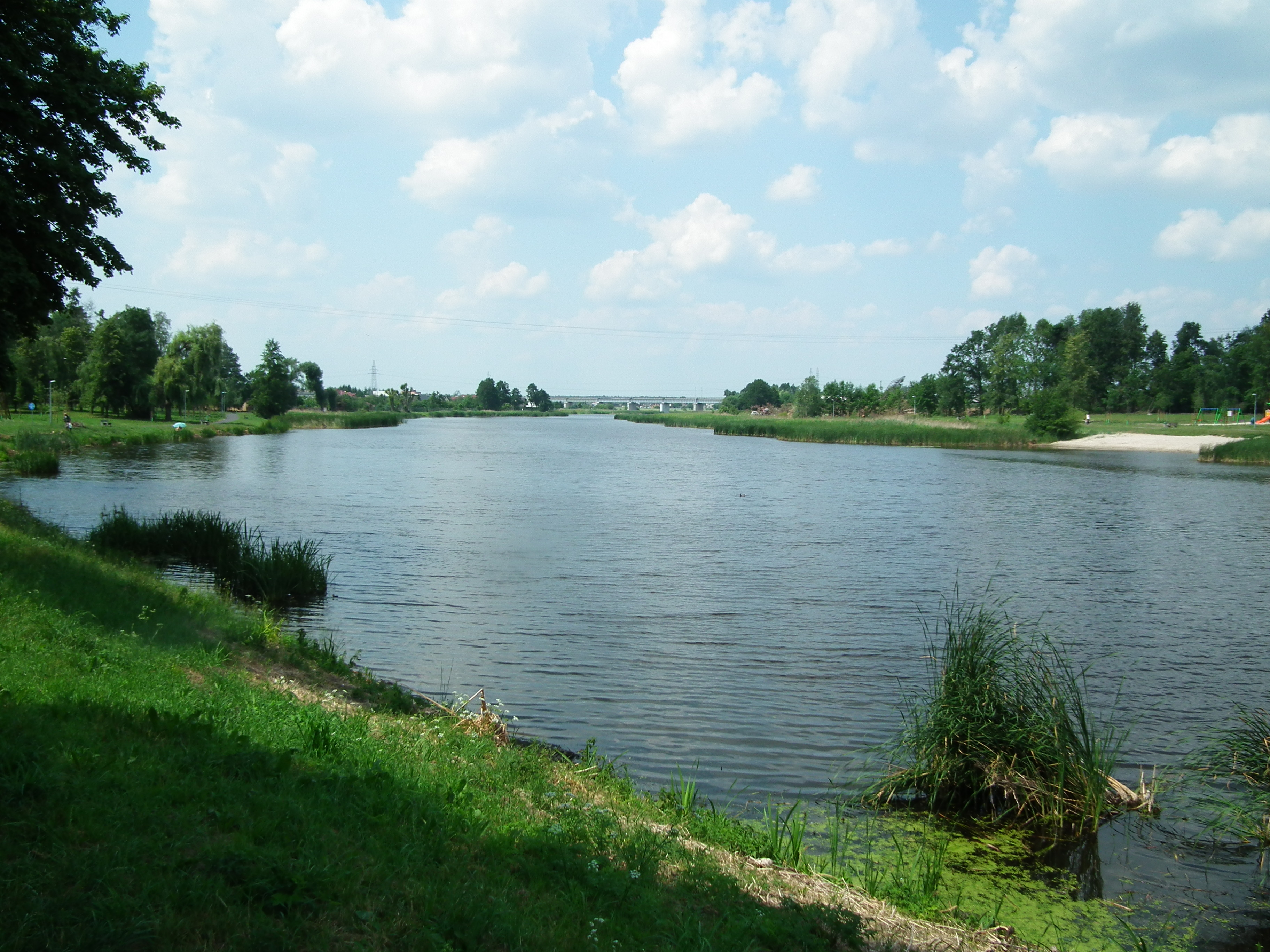
Vue sur le lac.

La ville de Września est située au centre de la région historique de Grande-Pologne, dans un paysage très rural où l'agriculture domine. La rivière Wrześnica, un affluent de la Warta, passe par la ville et alimente un lac (Jezioro Wrzesińskie).
La commune est située à environ 45 km à l'est de Poznań, la capitale régionale, et à 15 km au sud de Gniezno. Elle a le statut de zone économique spéciale et abrite une usine du constructeur automobile Volkswagen, où la seconde génération du Crafter est construite.

## Histoire
Le lieu de Vresc, dérivé de polonais : wrzosiec, « bruyère », fut mentionné pour la première fois en 1256. Il faisait, à cette époque, partie du duché de Grande-Pologne. Située sur la route de Gniezno à Pyzdry, la municipalité prospère grâce au commerce. Elle a obtenu les droits de ville en 1375.

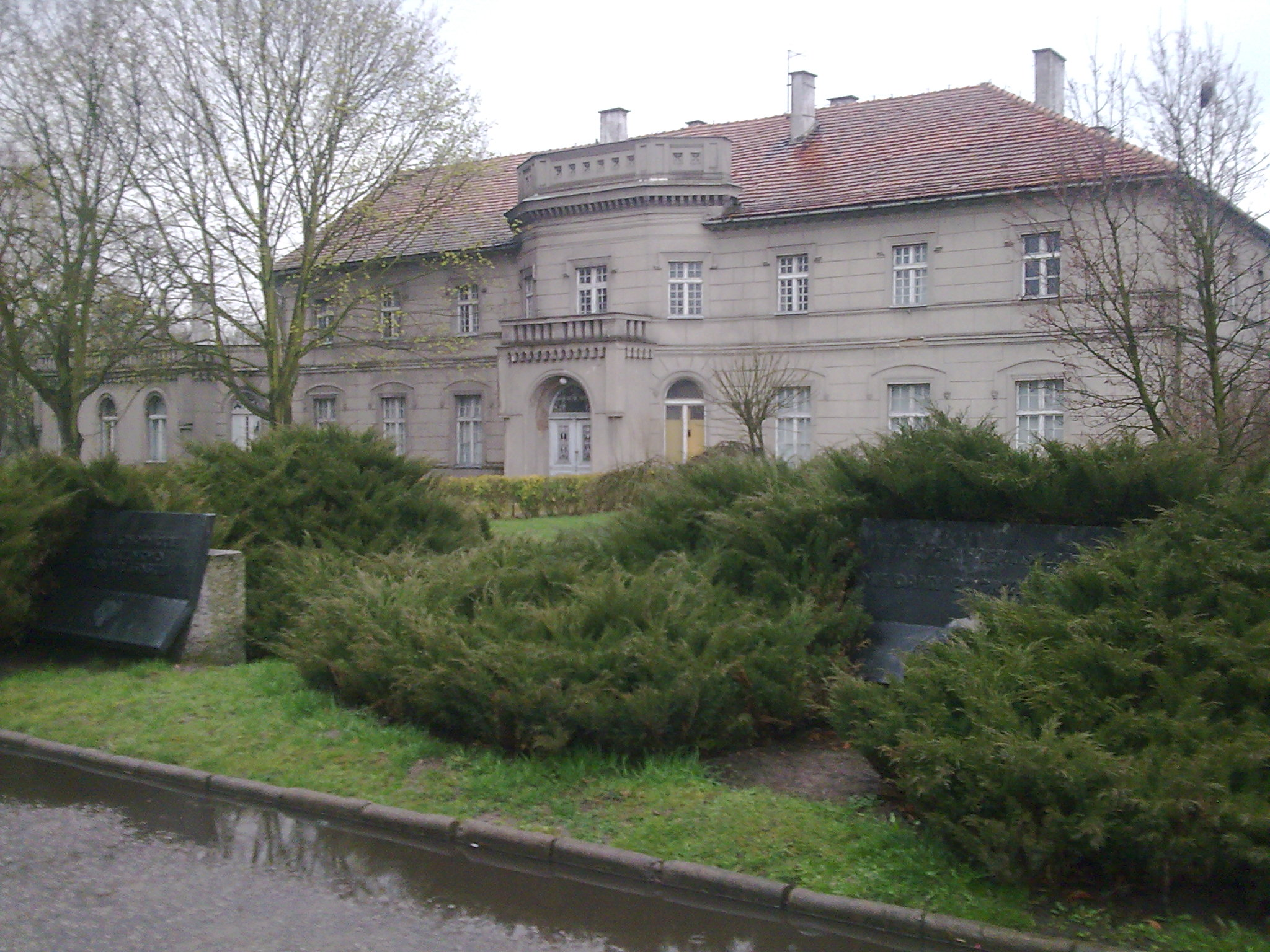
Le château.

Pendant la première guerre du Nord (Déluge), en 1656, Września était ravagée par des forces suédoises. Les dévastations des conflits armés sont suivies d'une immigration de colons allemands à partir du milieu du XVIIe siècle. Le privilège urbain et le droit de tenir marché étaient confirmés par la couronne de Pologne en 1671. Au cours de cette période s'est constituée une paroisse évangélique et également une communauté juive.
Au cours du deuxième partage de la Pologne en 1793, la ville est annexée de fait par le royaume de Prusse. Elle faisait partie du duché de Varsovie à partir de 1807, mais par les dispositions du congrès de Vienne fut incorporée dans le grand-duché de Posen, une province autonome de la Prusse, en 1815. Le domaine demeura entre les mains de la noble famille Poniński jusqu'au démantèlement de la noblesse polonaise (szlachta) en 1833.
Après la Première Guerre mondiale, la ville reviendra à la république de Pologne. L'annexion au Reichsgau Wartheland du Troisième Reich pendant la Seconde Guerre mondiale a été terminé par l'invasion de l'Armée rouge le 22 janvier 1945. De 1975 à 1998, la ville faisait partie du territoire de la voïvodie de Poznań. Depuis 1999, elle fait partie du territoire de la voïvodie de Grande-Pologne.

## Monuments
- Hôtel de ville, construit entre 1909 et 1910 ;
- église paroissiale de l'Assomption de la Vierge Marie, construite au XVe siècle ;
- église évangélique du saint Esprit, de style néogothique, construite en 1894 ;
- église en bois de la sainte Croix, construite en 1664.

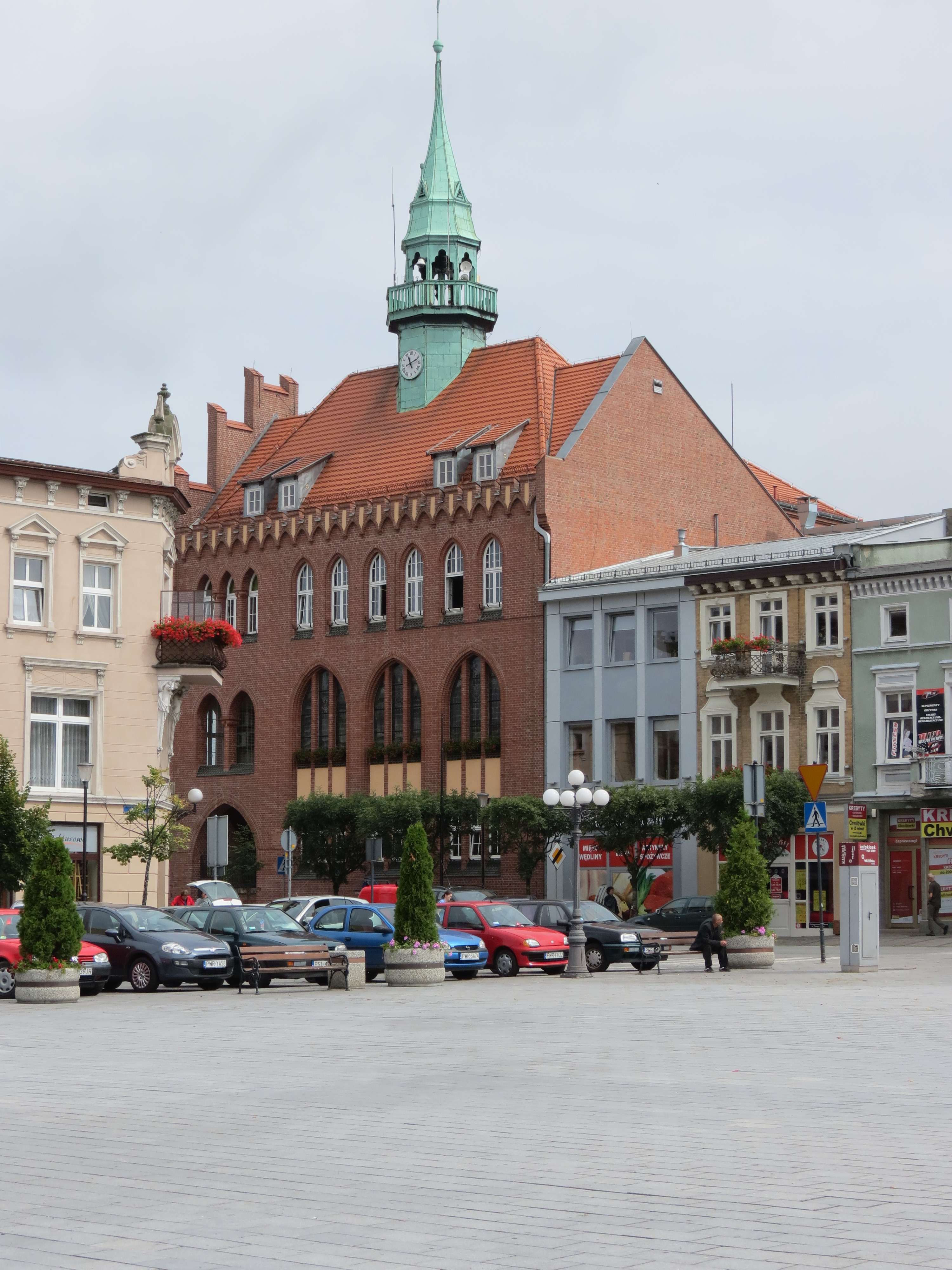
L'hôtel de ville.
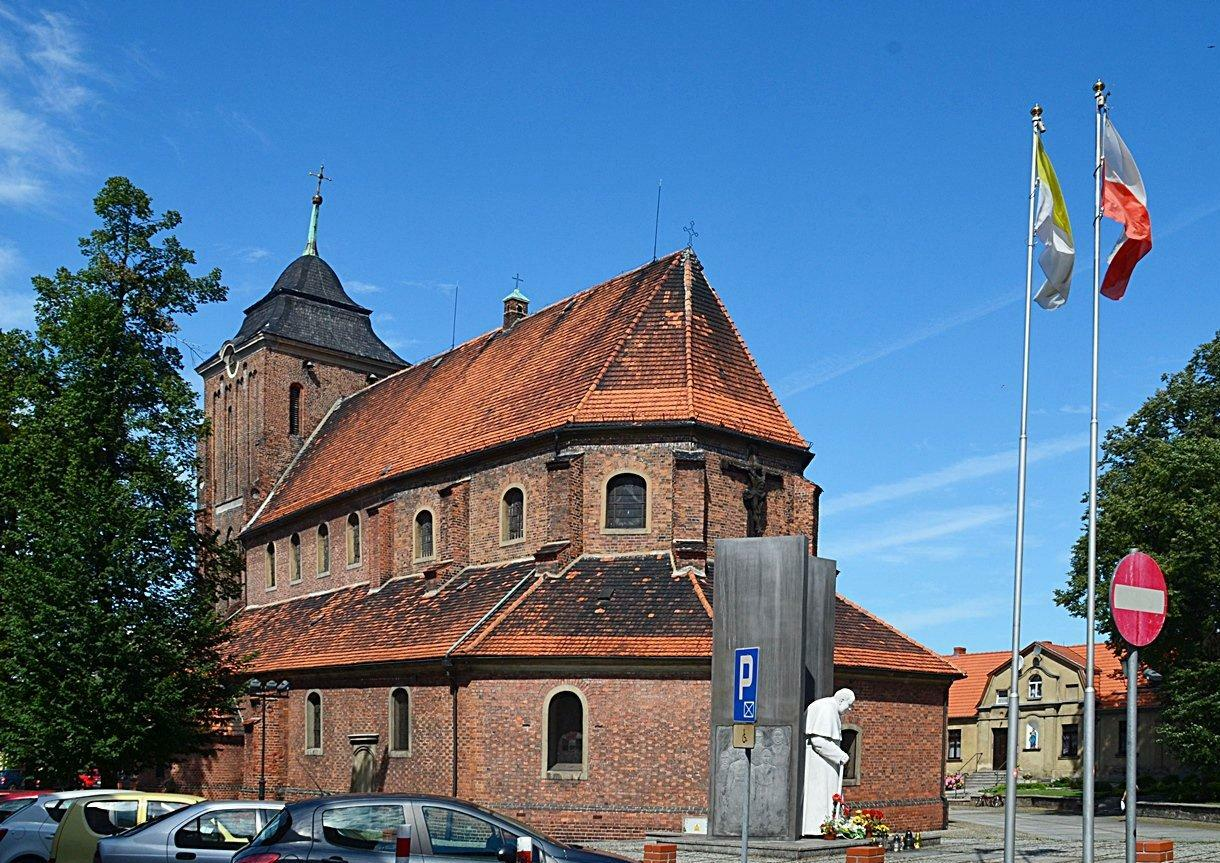
L'église paroissiale de l'Assomption.
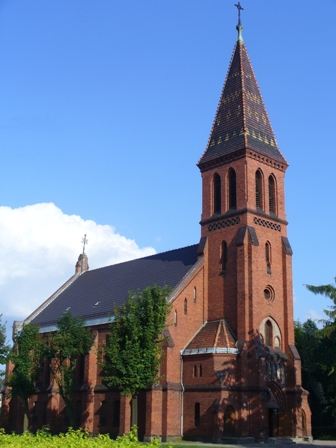
L'église évangélique du saint Esprit.
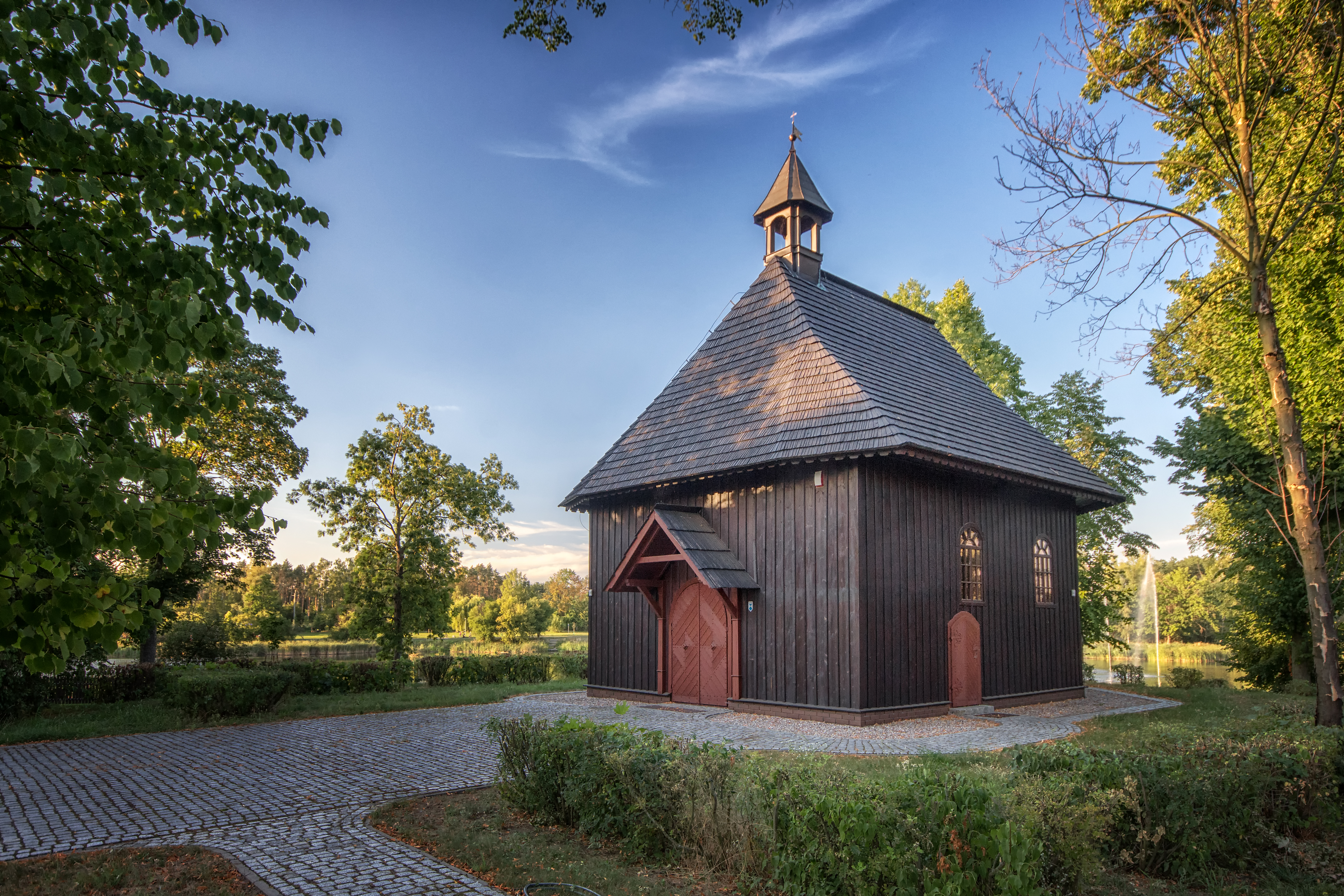
L'église en bois.

## Voies de communication
Września est située sur l'axe majeur Berlin - Varsovie - Moscou : la ville est traversée par les routes nationales polonaise 15 (qui relie Trzebnica à Ostróda) et 92 (qui relie Rzepin à Kałuszyn), ainsi que par les routes voïvodales 432 (qui relie Września à Leszno) et 442 (qui relie Września à Kalisz).

L'autoroute polonaise A2 passe au sud de la ville : celle-ci est desservie via la sortie  9 Września.

## Jumelages
Września est jumelée avec :
- Garbsen (Allemagne)
- Bruz (France)
- Nottingham (Royaume-Uni)

## Personnalités liées à la commune
- Malbim (1809-1879), rabbin de Wreschen de 1838 à 1845 ;
- Louis Lewandowski (1821-1894), compositeur, directeur musical et chef de chœur ;
- Friedrich-Wilhelm Bock (1897-1978), officier, membre de la Waffen-SS ;
- Roman Jakóbczak (né en 1946), footballeur ;
- Łukasz Koszarek (né en 1984), joueur de basket-ball.